# Австралійські губані
Австралійські губані (Odacidae) — родина окунеподібних риб, що відносяться до підряду губаневидні (Labroidei).
Odacidae поширені біля прибережних вод Південної Австралії і Новій Зеландії. Вони включають в себе види, що живляться дрібними безхребетними, а також травоїдних, деякі з яких в змозі прогодуватись отруйними видами ламінарії.
Розмір тіла — 25-40 см у довжину. для більшості видів характерний статевий поліморфізм.

## Роди
Відомо дванадцять видів у шістьох родах.
- Haletta Whitley, 1947
- Heteroscarus Castelnau, 1872
- Neoodax Castelnau, 1875
- Odax Valenciennes, 1840
- Olisthops Richardson, 1850
- Siphonognathus Richardson, 1858